# Cratere Pettit (Luna)
Pettit è un cratere lunare di 36,67 km situato nella parte sud-occidentale della faccia visibile della Luna.
Il cratere è dedicato all'astronomo statunitense Edison Pettit.